# Gmina Qendër (okręg Malësi e Madhe)
Gmina Qendër (alb. Komuna Qendër) – gmina miejska położona w północno-zachodniej części kraju. Administracyjnie należy do okręgu Malësi e Madhe w obwodzie Szkodra. Jej powierzchnia wynosi 4 672 ha. W 2012 roku populacja wynosiła 5 941 mieszkańców. Leży nad jeziorem Szkoderskim.
W skład gminy wchodzi osiem miejscowości: Bogiç-Palvar, Dobër, Jubicë, Kamicë-Flakë, Kalldrun, Koplik i Sipërm, Stërbeq, Lohë e Poshtme.